# Wallfahrtskirche Maria Hilf (Loipl)

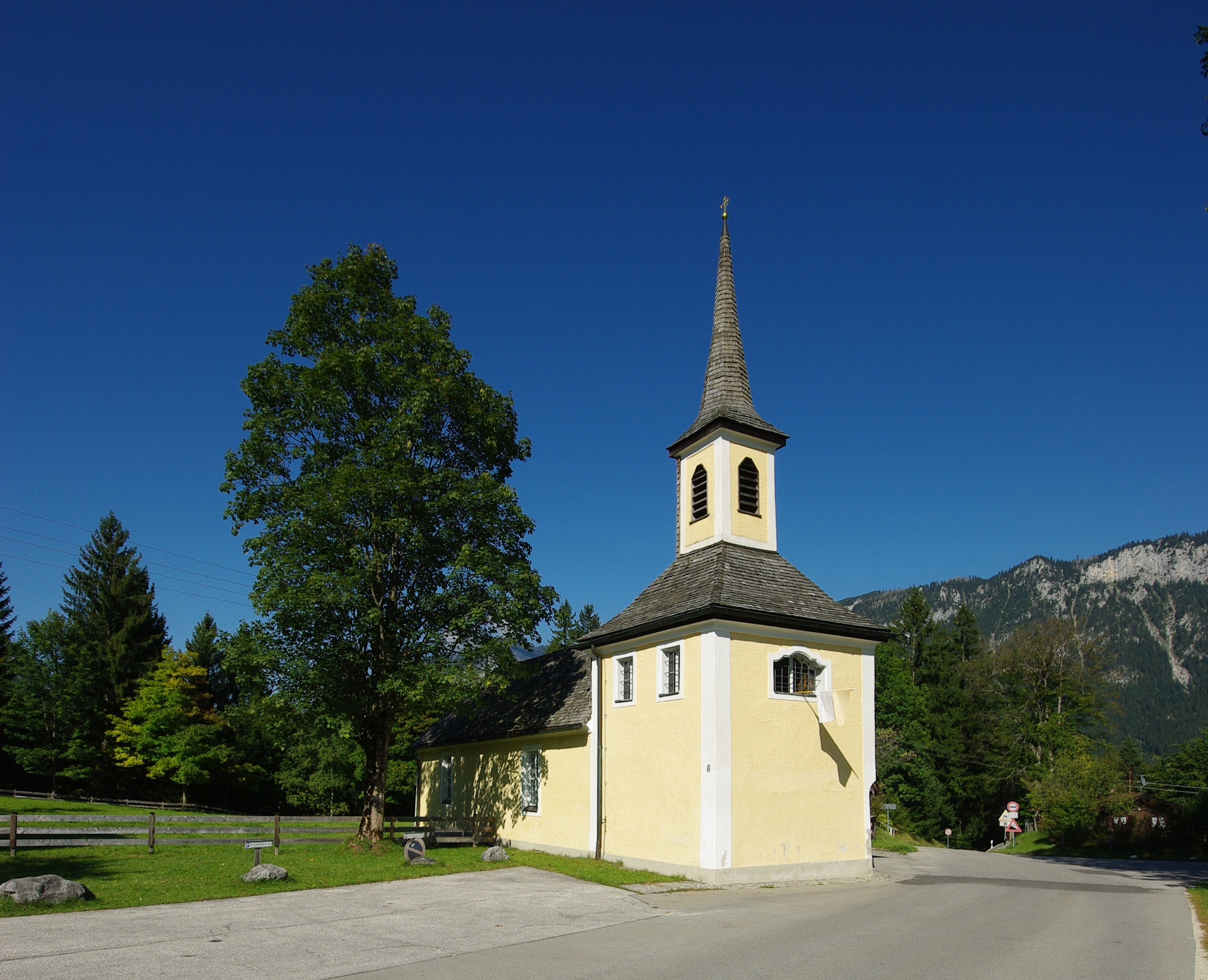
Wallfahrtskirche Maria Hilf

Die Wallfahrtskirche Maria Hilf, fertiggestellt 1798/99 auf dem Hochplateau der Gnotschaft Loipl, ist das älteste Kirchengebäude von Bischofswiesen. Sie gehört als Filialkirche zum römisch-katholischen Pfarrverband Stiftsland Berchtesgaden in der Erzdiözese München und Freising.

## Geschichte

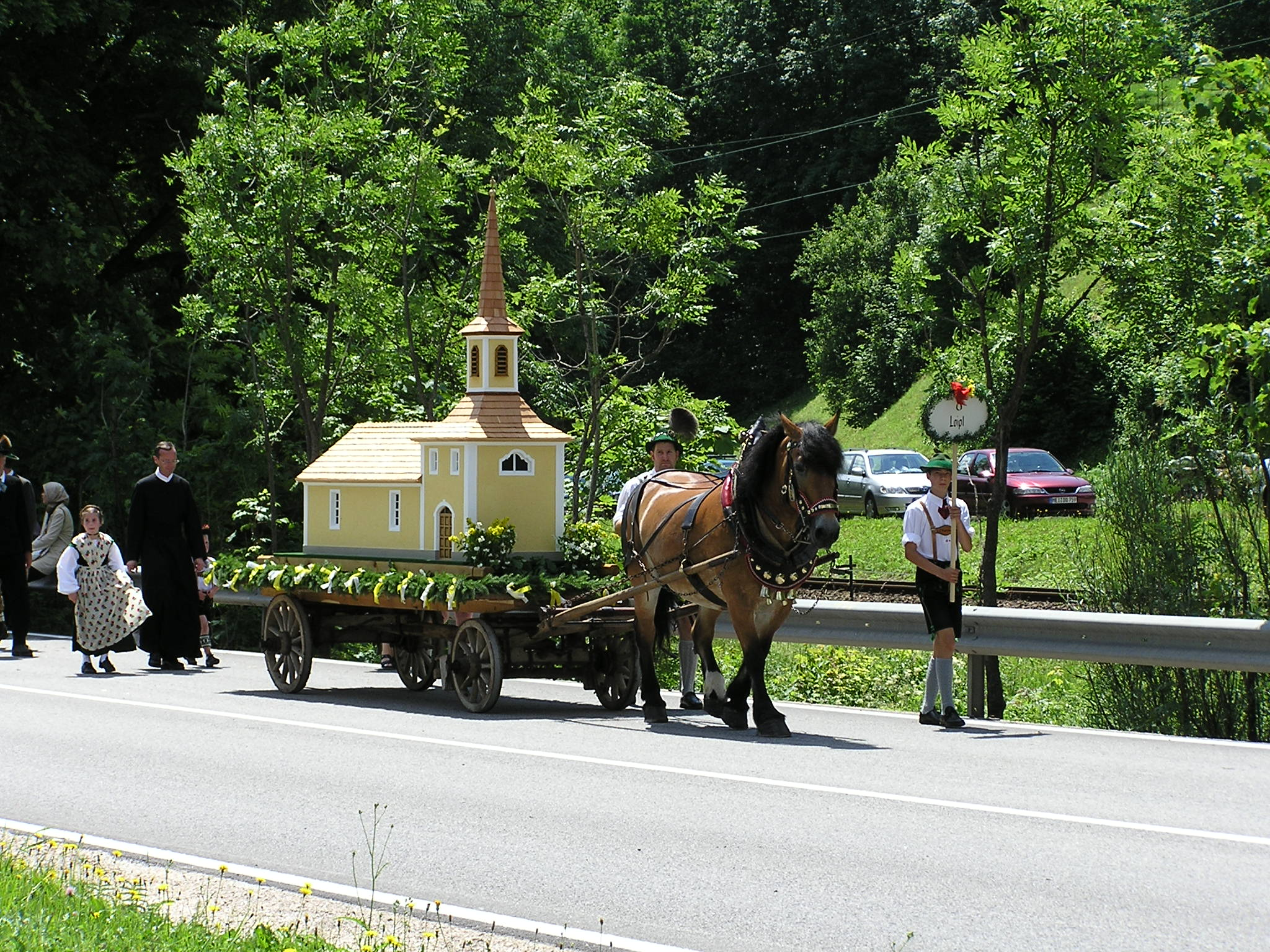
Festwagen mit Wallfahrtskirche Maria Hilf (2005)

Unter dem Namen Zu unserer lieben Frau wurde das Gebäude 1798/99 von den Einwohnern Loipls als Kapelle erbaut. Eingeweiht („benediziert“) wurde sie laut Brugger im Jahr 1800 von Reichsstift-Kapitular Franz Xaver Graf von Berchem. Dank eines Ablasses („Awers“) entwickelte sie sich ab 1805 zu einer Wallfahrtskirche, die im gesamten 19. und 20. Jahrhundert viele Pilger anzog. Wann die Bezeichnung Wallfahrtskirche Maria Hilf offiziell eingeführt wurde, und ob und wann das Gebäude eine bauliche Erweiterung erfahren hat, ist derzeit unbekannt.
Seit den 1960ern betreuen Redemptoristen-Patres die Kirche und feiern in ihr regelmäßig Gottesdienste.
1999 wurde das 200-jährige Patrozinium der Kirche feierlich zelebriert.
Ab 2000 war die Kirche Teil des Pfarrverbandes Bischofswiesen, seit dem 1. Juni 2019 gehört sie zum Pfarrverband Stiftsland Berchtesgaden.

## Ausstattung
Zentrales Bild des Hochaltars ist die Kopie einer Maria-Hilf-Darstellung des Malers Lucas Cranach. Darüber eine Kreuzigungsgruppe mit Maria und Johannes, zu deren Linken der hl. Joachim, zur Rechten die Mutter Anna. Unterhalb des hl. Joachim stehen Florian und Sebastian, auf gleicher Höhe zur Rechten Theresia und ein Ordensheiliger. Links und rechts des Tabernakels sind zwei Reliquien eingearbeitet. Ein Reliquiar des seligen Pater Kaspar Stangassinger aus Berchtesgaden befindet sich in einer Monstranz an der linken Wand. Unter dem Tabernakel ist die Mensa. In den Altartisch ist in der Mitte ein Pelikan eingearbeitet, der von zwei Reliefs umrandet ist, die das Wunder der Brot- und Weinvermehrung darstellen. Im Langhaus sind an den Seitenwänden 20 Figuren angebracht, darunter die 12 Apostel und ein Kreuzweg des Landshuter Künstlers Finkenzeller. Von einst zahlreichen Votivtafeln sind nur noch neun vorhanden.
Zum Außenbereich der Kirche gehört die Ölbergkapelle und ein Brunnen.

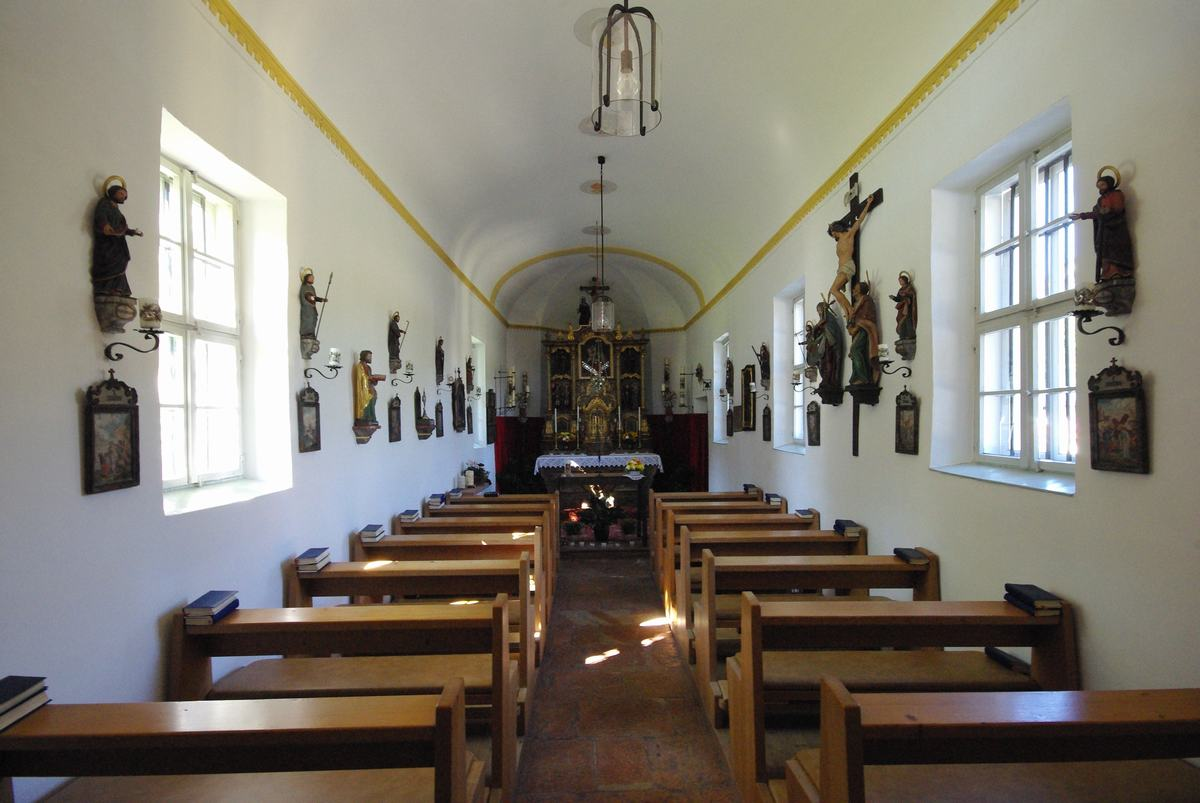
Innenraum
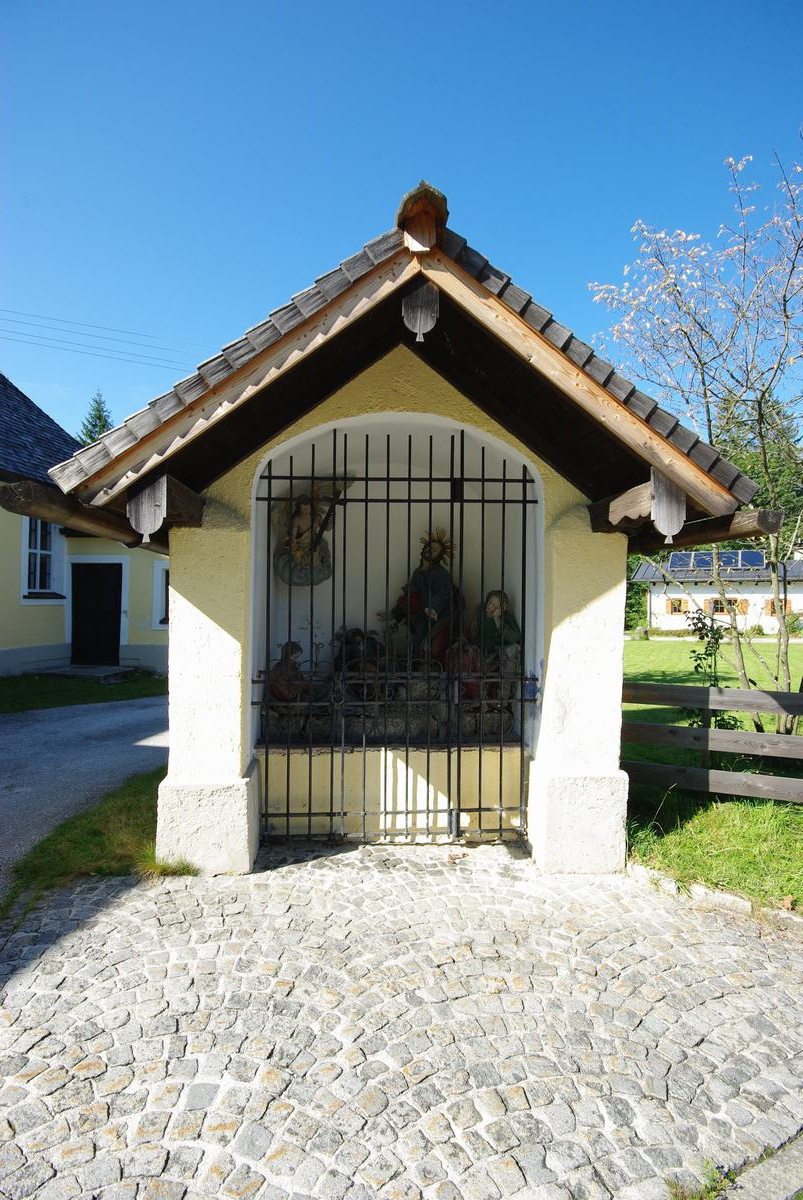
Ölbergkapelle
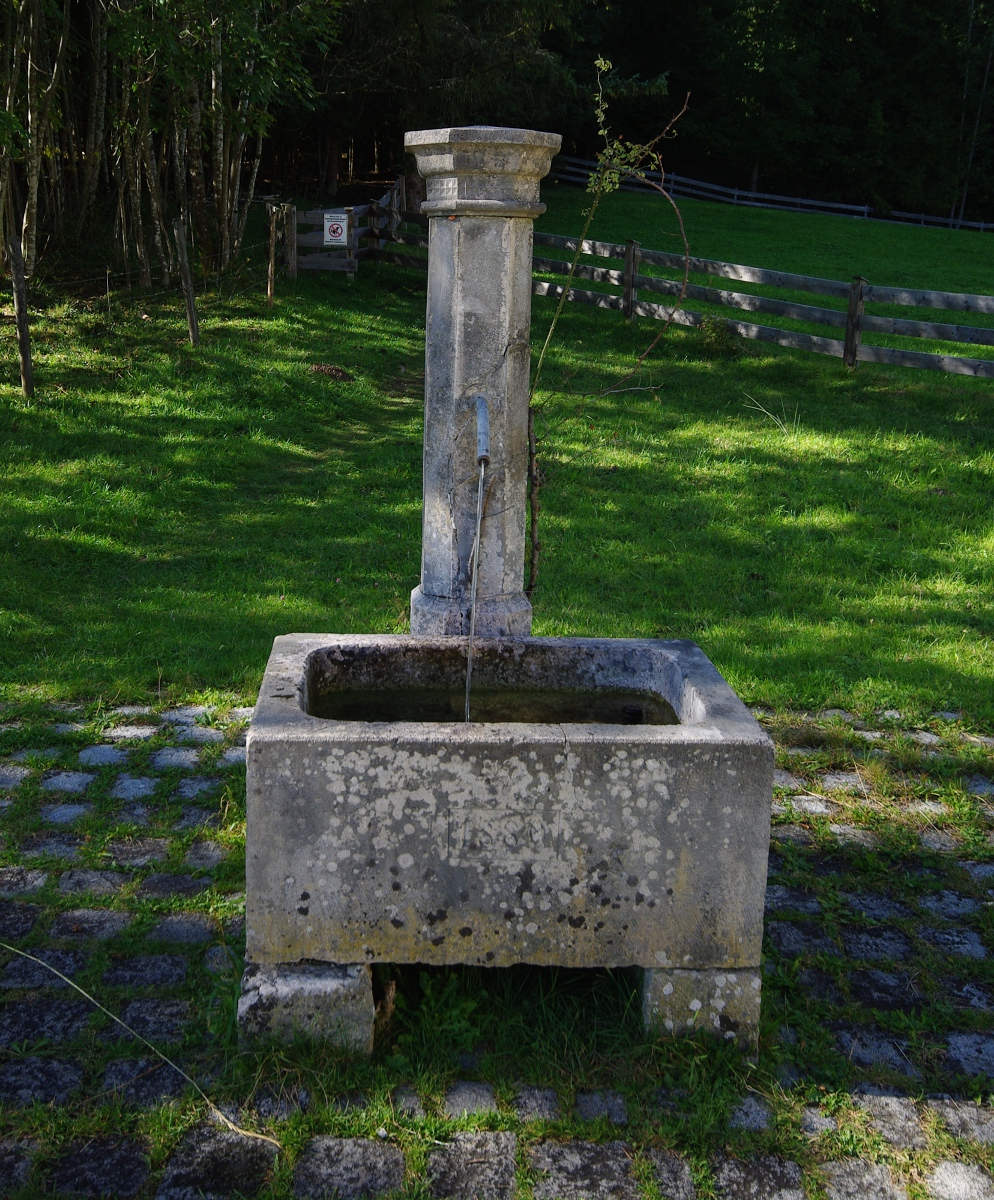
Brunnen

## Pfarrei / Pfarrverband
Die Wallfahrtskirche Maria Hilf in Loipl gehörte ab 2000 zusammen mit der Pfarrkirche Herz-Jesu in Bischofswiesen, der Pfarrkirche Sankt Michael in Strub und der Pfarrkirche St. Johann Nepomuk in Winkl zum römisch-katholischen Pfarrverband Bischofswiesen.
Am 1. November 2015 wurde der Pfarrverband Stiftsland Berchtesgaden begründet, zu dem sich die drei Pfarreien St. Andreas Berchtesgaden, Hl. Familie Au und St. Nikolaus Marktschellenberg zusammengeschlossen haben, und in dem am 1. Juni 2019 auch der Pfarrverband Bischofswiesen aufgegangen ist. (Allerdings wird die Pfarrei Herz Jesu Bischofswiesen (Stand: Mai 2023) noch immer nicht unter stiftsland.de auf der Webseite „Pfarrverband“ stellvertretend für den ehemaligen Pfarrverband Bischofswiesen angezeigt, zudem weist eine Webseite des Erzbistums nach wie vor den Pfarrverband Bischofswiesen mit Verweis auf die Katholische Pfarrkirchenstiftung Herz Jesu Bischofswiesen als zuständige Verwaltung der ihm bislang zugehörigen Kirchengemeinden aus.)